# Autostrade in Italia
Elenco delle autostrade in Italia.

## Autostrade

### Rami principali
Con la sigla "A" seguita da un numero progressivo a partire da 1 sono elencati i rami principali della rete autostradale italiana. Fa eccezione l'autostrada Catania-Siracusa, che l'Anas, l'ente gestore, identifica con la sigla "A" non seguita da alcun numero.
| Simbolo | Nome                                                        | Percorso                             | Gestore | Estensione (in km) |
| ------- | ----------------------------------------------------------- | ------------------------------------ | --- | ------------------ |
|         | Autostrada del Sole                                         | Milano - Napoli                      | Autostrade per l'Italia | 760,3              |
|         | Autostrada del Mediterraneo                                 | Salerno - Reggio Calabria            | Anas | 432,6              |
|         | Autostrada A3                                               | Napoli - Salerno                     | Salerno - Pompei - Napoli S.p.A. (Sacyr) | 52,0               |
|         | Autostrada Serenissima                                      | Torino - Trieste                     | Tratte gestite separatamente da: - SATAP (ASTM), Torino-Milano - Autostrade per l'Italia, Milano-Brescia - Autostrada Brescia Verona Vicenza Padova S.p.A.,Brescia-Padova - Concessioni Autostradali Venete, Padova-Venezia - Società Autostrade Alto Adriatico, Venezia-Trieste | 524,0              |
|         | Autostrada della Valle d'Aosta                              | Torino - Monte Bianco                | Tratte gestite separatamente da: - Ivrea Torino Piacenza S.p.A. (Sacyr), Torino-Quincinetto - Società Autostrade Valdostane (ASTM), Quincinetto-Aosta - Raccordo Autostradale Valle d'Aosta (Autostrade per l'Italia), Aostra-Traforo del Monte Bianco                           | 143,4              |
|         | La Verdemare                                                | Torino - Savona                      | Autostrada dei Fiori (ASTM) | 124,3              |
|         | Autostrada dei Giovi                                        | Milano - Genova                      | Tratte gestite separatamente da: - Milano Serravalle-Milano Tangenziali, Milano-Serravalle Scrivia - Autostrade per l'Italia, Serravalle Scrivia-Genova | 133,6 + 1,9        |
|         | Autostrada dei Laghi                                        | Milano - Varese                      | Autostrade per l'Italia | 43,6               |
|         | Autostrada dei Laghi                                        | Lainate - Como - Chiasso             | Autostrade per l'Italia | 31,5               |
|         | Autostrada dei Fiori                                        | Genova - Ventimiglia                 | Tratte gestite separatamente da: - Autostrade per l'Italia,Genova-Savona - Concessioni del Tirreno (ASTM), Savona-confine di Stato con la Francia | 158,1              |
|         | Autostrada Firenze-Mare                                     | Firenze - Pisa                       | Autostrade per l'Italia | 81,7               |
|         | Autostrada Azzurra                                          | Genova - Cecina / Tarquinia - Roma   | Tratte gestite separatamente da: - Autostrade per l'Italia, Genova-Sestri Levante e Civitavecchia-Roma - Società Autostrada Ligure Toscana (ASTM), Sestri Levante-Livorno - Società Autostrada Tirrenica (Autostrade per l'Italia), Livorno-Cecina, Tarquinia-Civitavecchia      | 210 + 79,6         |
|         | Autostrada Euganea                                          | Bologna - Padova                     | Autostrade per l'Italia | 116,7              |
|         | Autostrada Adriatica                                        | Bologna - Taranto                    | Autostrade per l'Italia | 743,4              |
|         | Autostrada della Cisa                                       | Sissa Trecasali - La Spezia          | Società Autostrada Ligure Toscana (ASTM) | 108,5 + 9,5        |
|         | Autostrada dei Due Mari                                     | Napoli - Canosa                      | Autostrade per l'Italia | 172,5              |
|         | Autostrada A18 Messina-Catania Autostrada A18 Siracusa-Gela | Messina - Catania Siracusa - Modica  | Consorzio per le Autostrade Siciliane | 76,8 60,9          |
|         | Autostrada A19                                              | Palermo - Catania                    | Anas | 191,6              |
|         | Autostrada A20                                              | Messina - Buonfornello               | Consorzio per le Autostrade Siciliane | 183                |
|         | Autostrada dei Vini                                         | Torino - Piacenza - Brescia          | Tratte gestite separatamente da: - Autovia Padana (ASTM), Brescia-Piacenza - Ivrea Torino Piacenza S.p.A. (Sacyr), Piacenza-Torino | 238,3              |
|         | Autostrada del Brennero                                     | Brennero - Modena                    | Autostrada del Brennero S.p.A. | 315                |
|         | Autostrada Alpe-Adria                                       | Palmanova - Tarvisio                 | Tratte gestite separatamente da: - Società Autostrade Alto Adriatico, interconnessione A23-Udine - Autostrade per l'Italia, Udine-confine di Stato con l'Austria | 119,9              |
|         | Autostrada dei Parchi                                       | Roma - L'Aquila - Teramo             | Strada dei Parchi | 159,2+7,3          |
|         | Autostrada dei Parchi                                       | Torano - Pescara                     | Strada dei Parchi | 115                |
|         | Autostrada dei Trafori                                      | Genova Voltri - Gravellona Toce      | Autostrade per l'Italia | 197,1              |
|         | Autostrada d'Alemagna                                       | Venezia - Belluno                    | Autostrade per l'Italia | 82,5               |
|         | Autostrada A28                                              | Portogruaro - Conegliano             | Società Autostrade Alto Adriatico | 48,7               |
|         | Autostrada A29                                              | Palermo - Mazara del Vallo           | Anas | 114,8              |
|         | Autostrada A30                                              | Caserta - Salerno                    | Autostrade per l'Italia | 55,3               |
|         | Autostrada della Val d'Astico                               | Badia Polesine - Piovene Rocchette   | Autostrada Brescia Verona Vicenza Padova S.p.A. | 88,7               |
|         | Autostrada del Frejus                                       | Torino - Bardonecchia                | Società Italiana per il Traforo Autostradale del Frejus (ASTM e Anas) | 73                 |
|         | Autostrada A33                                              | Asti - Alba / Cherasco - Cuneo       | Autostrada Asti-Cuneo (ASTM) | 52                 |
|         | Autostrada A34                                              | Villesse - Gorizia                   | Società Autostrade Alto Adriatico | 17                 |
|         | Autostrada BreBeMi                                          | Brescia - Milano                     | Brebemi S.p.A. | 62,1               |
|         | Autostrada Pedemontana Lombarda                             | Cassano Magnago - Lentate sul Seveso | Autostrada Pedemontana Lombarda (Milano Serravalle-Milano Tangenziali) | 21,8               |
|         | Autostrada Catania-Siracusa                                 | Catania - Siracusa                   | Anas | 25,2               |

### Autostrade tangenziali e a carattere suburbano
Con la sigla "A" seguita dal numero progressivo a partire da 50, sono elencate le autostrade tangenziali e le autostrade a carattere suburbano. Fa eccezione l'autostrada Sistiana-Rabuiese, che l'Anas, l'ente gestore, identifica con la sigla "A" non seguita da alcun numero.
| Simbolo | Nome                                   | Percorso                                                                          | Gestore                                                                                                | Estensione (in km)     |
| ------- | -------------------------------------- | --------------------------------------------------------------------------------- | --- | ---------------------- |
|         | Tangenziale Ovest di Milano            | San Giuliano Milanese - Terrazzano                                                | Milano Serravalle-Milano Tangenziali                                                                   | 33,0                   |
|         | Tangenziale Est di Milano              | San Donato Milanese - Usmate Velate                                               | Milano Serravalle-Milano Tangenziali                                                                   | 29,4                   |
|         | Tangenziale Nord di Milano             | A51 - Sesto San Giovanni - Rho - A50                                              | Tratte gestite separatamente da: - Milano Serravalle-Milano Tangenziali - Autostrade per l'Italia      | 26,4 (di cui 4,3 racc) |
|         | Raccordo autostradale Bereguardo-Pavia | Bereguardo - Pavia                                                                | Milano Serravalle-Milano Tangenziali                                                                   | 9,1                    |
|         | Tangenziale Ovest di Pavia             | Pavia Nord - San Martino Siccomario                                               | Milano Serravalle-Milano Tangenziali                                                                   | 8,4                    |
|         | Tangenziale di Torino                  | Falchera - Rivoli - Trofarello                                                    | Ivrea Torino Piacenza S.p.A. (Sacyr)                                                                   | 57,5                   |
|         | Tangenziale di Napoli                  | Napoli - Pozzuoli                                                                 | Tangenziale di Napoli S.p.A (Autostrade per l'Italia)                                                  | 20,2                   |
|         | Tangenziale di Mestre                  | Dolo - Quarto d'Altino                                                            | Tratte gestite separatamente da: - Concessioni Autostradali Venete - Società Autostrade Alto Adriatico | 26,7                   |
|         | Tangenziale Est Esterna di Milano      | Agrate Brianza - Cerro al Lambro                                                  | Tangenziale Esterna S.p.A. (ASTM)                                                                      | 32                     |
|         | Tangenziale di Como                    | Villa Guardia - Acquanegra (In progetto: Acquanegra - Albese con Cassano)         | Autostrada Pedemontana Lombarda (Milano Serravalle-Milano Tangenziali)                                 | 3 + 6,4 in progetto    |
|         | Tangenziale di Varese                  | Gazzada - Vedano Olona (In progetto: Malnate - Gaggiolo CH)                       | Autostrada Pedemontana Lombarda (Milano Serravalle-Milano Tangenziali)                                 | 4,5 + 6,2 in progetto  |
|         | Grande Raccordo Anulare                | Roma                                                                              | Anas                                                                                                   | 68,23                  |
|         | Autostrada A91                         | Roma - Aeroporto di Roma-Fiumicino                                                | Anas                                                                                                   | 18,5                   |
|         | Sistiana-Rabuiese                      | tratti Padriciano-Cattinara e Lacotisce-Rabuiese della Grande Viabilità Triestina | Anas                                                                                                   | 9,5                    |

### Diramazioni, bretelle, varianti e raccordi
Esistono inoltre autostrade definite diramazioni, bretelle, varianti o raccordi.
Sono identificate dalla sigla "A" e da un numero che può essere lo stesso dell'autostrada da cui si diramano (talvolta con l'aggiunta del suffisso dir, racc o var) o con una combinazione dei numeri delle autostrade collegate.
| Simbolo | Nome                                          | Percorso                                              | Gestore                                  | Estensione (in km) |
| ------- | --------------------------------------------- | ----------------------------------------------------- | ---------------------------------------- | ------------------ |
|         | Raccordo A1-A51                               | A1 - A51                                              | Autostrade per l'Italia                  | 1,7                |
|         | Raccordo Milano-Piazzale Corvetto             | A1 - Milano Piazzale Corvetto                         | Autostrade per l'Italia                  | 2,4                |
|         | Raccordo Sasso Marconi-SS 64                  | A1 - SS 64                                            | Autostrade per l'Italia                  | 2,7                |
|         | Variante di valico                            | A1 La Quercia - A1 Aglio                              | Autostrade per l'Italia                  | 32                 |
|         | Diramazione Roma Nord                         | A1 - GRA                                              | Autostrade per l'Italia                  | 23                 |
|         | Diramazione Roma Sud                          | A1 - GRA                                              | Autostrade per l'Italia                  | 20                 |
|         | Diramazione Capodichino                       | A1 - Aeroporto di Capodichino - A56                   | Autostrade per l'Italia                  | 3                  |
|         | Diramazione Napoli                            | A3 - A2                                               | Anas                                     | 2,3                |
|         | Diramazione Reggio Calabria                   | A2 - RA4                                              | Anas                                     | 9                  |
|         | Raccordo Chivasso                             | A4 - Verolengo                                        | SATAP (ASTM)                             | 5                  |
|         | Raccordo Ivrea-Santhià                        | A4 - A5                                               | Ivrea Torino Piacenza S.p.A. (Sacyr)     | 23,6               |
|         | Bretella di Latisana                          | A4 - SS14                                             | Società Auotostrade Alto Adriatico       | 1,5                |
|         | Raccordo Aosta-Gran San Bernardo              | A5 - SS 27                                            | Società Autostrade Valdostane (ASTM)     | 7,9                |
|         | Diramazione per Fossano                       | A6 - Fossano                                          | Autostrada dei Fiori (ASTM)              | 6,6                |
|         | Diramazione Gallarate-Gattico                 | A8 - A26                                              | Autostrade per l'Italia                  | 23,2               |
|         | Diramazione Lucca-Viareggio                   | A11 - A12                                             | Società Autostrada Ligure Toscana (ASTM) | 20                 |
|         | Raccordo autostradale di Pisa                 | A12 - Pisa                                            | Società Autostrada Ligure Toscana (ASTM) | 2,8                |
|         | Diramazione per Livorno                       | A12 - Livorno                                         | Società Autostrada Ligure Toscana (ASTM) | 4,5                |
|         | Diramazione per Padova sud                    | A13 - Padova                                          | Autostrade per l'Italia                  | 4,3                |
|         | Diramazione per Ferrara                       | A13 - Ferrara - RA 8                                  | Autostrade per l'Italia                  | 6,3                |
|         | Ramo Casalecchio                              | A14 - A1                                              | Autostrade per l'Italia                  | 5,5                |
|         | Diramazione per Ravenna                       | A14 - Ravenna                                         | Autostrade per l'Italia                  | 29,8               |
|         | Raccordo per tangenziale di Bari              | A14 - Tangenziale di Bari                             | Autostrade per l'Italia                  | 4,6                |
|         | Diramazione La Spezia-Santo Stefano di Magra  | Santo Stefano di Magra - A15 - La Spezia              | Società Autostrada Ligure Toscana (ASTM) | 1                  |
|         | Raccordo La Spezia-Lerici                     | Lerici - A15 - La Spezia                              | Società Autostrada Ligure Toscana (ASTM) | 3,7                |
|         | Diramazione per Catania                       | A18 - Catania                                         | Anas                                     | 3,7                |
|         | Diramazione per via Giafar                    | A19 - Circonvallazione di Palermo                     | Anas                                     | 5,2                |
|         | Diramazione per Fiorenzuola                   | A1 - A21                                              | Autovia Padana (ASTM)                    | 12,3               |
|         | Raccordo autostradale Ospitaletto-Montichiari | Azzano Mella - A21 - Aeroporto di Brescia-Montichiari | Autovia Padana (ASTM)                    | 28,6               |
|         | Raccordo Udine Sud                            | A23 - Tangenziale Sud di Udine                        | Friuli-Venezia Giulia Strade S.p.A.      | 2,7                |
|         | Diramazione Stroppiana-Santhià                | A4 - A26                                              | Autostrade per l'Italia                  | 29,7               |
|         | Diramazione Predosa-Bettole                   | A7 - A26                                              | Autostrade per l'Italia                  | 17                 |
|         | Diramazione Alcamo-Trapani                    | A29 - Trapani                                         | Anas                                     | 36,9               |
|         | Diramazione per Birgi                         | A29dir - Aeroporto di Trapani-Birgi                   | Anas                                     | 13,1               |
|         | Bretella aeroporto "Falcone e Borsellino"     | A29 - Aeroporto di Palermo-Punta Raisi                | Anas                                     | 4                  |
|         | Raccordo per via Belgio                       | A29 - Circonvallazione di Palermo                     | Anas                                     | 5,6                |
|         | Circonvallazione di Oulx                      | A32 - Oulx                                            | Anas                                     | 2,3                |
|         | Raccordo della Falchera                       | A55 - A4 - SR 11                                      | Ivrea Torino Piacenza S.p.A. (Sacyr)     | 3,13               |
|         | Diramazione per Pinerolo                      | A55 - Pinerolo                                        | Ivrea Torino Piacenza S.p.A. (Sacyr)     | 23,44              |
|         | Diramazione per Moncalieri                    | A6 - Moncalieri                                       | Ivrea Torino Piacenza S.p.A. (Sacyr)     | 6,18               |
|         | Raccordo Marco Polo                           | A57 - Aeroporto di Venezia-Tessera                    | Concessioni Autostradali Venete          | 6,73               |
|         | Autostrada di accesso                         | SS27 - T2                                             | ASTM                                     | 9,3                |

## Trafori autostradali
Con la sigla "T" seguita da un numero progressivo a partire da 1 sono classificati i trafori autostradali a pedaggio che non fanno già parte di alcun tracciato autostradale.
| Simbolo | Nome                          | Percorso                                   | Gestore                                                                    | Estensione (in km) |
| ------- | ----------------------------- | ------------------------------------------ | -------------------------------------------------------------------------- | ------------------ |
|         | Traforo del Monte Bianco      | Courmayeur - Chamonix-Mont-Blanc           | Società Italiana per il Traforo del Monte Bianco (Autostrade per l'Italia) | 11,6               |
|         | Traforo del Gran San Bernardo | Saint-Rhémy-en-Bosses - Bourg-Saint-Pierre | Società Italiana Traforo del Gran San Bernardo (ASTM)                      | 5,798              |
|         | Traforo stradale del Frejus   | Bardonecchia - Modane                      | Società Italiana per il Traforo Autostradale del Frejus (ASTM e Anas)      | 12,895             |

Il traforo T3 collegava Bargagli con Ferriere, in provincia di Genova, per una lunghezza di 4,250 metri. Fu inizialmente classificato come autostrada, ma a seguito del decreto del 22 luglio 1989 fu effettuato il passaggio di competenze all'Anas, che inserì il tracciato nell'itinerario della statale 225 della Val Fontanabuona. La strada però conserva tutte le regole autostradali riguardo agli accessi.

## Raccordi autostradali
Esistono 14 raccordi autostradali identificati con la sigla "RA" seguita da un numero progressivo a partire da 1 che sono classificati come autostrada. Oltre a questi 14, vanno menzionati il RA 7 e il RA 17, che in seguito a lavori di adeguamento agli odierni standard autostradali sono stati ridenominati rispettivamente A53 e A34, e il RA 16, che è stato declassato a strada extraurbana principale. 
Tutti i raccordi sono gestiti da Anas ad eccezione del RA1 e del suo Ramo Verde gestiti da Autostrade per l'Italia. 
| Simbolo/classificazione             | Simbolo/classificazione  | Percorso/denominazione             | Gestore                 | Estensione (in km) |
| ----------------------------------- | ------------------------ | ---------------------------------- | ----------------------- | ------------------ |
|                                     | Raccordo autostradale 1  | Tangenziale di Bologna             | Autostrade per l'Italia | 22                 |
| Tangenziale di Bologna / Ramo Verde | Raccordo autostradale 1  | Autostrade per l'Italia            | 3,3                     |                    |
|                                     | Raccordo autostradale 2  | Raccordo di Avellino               | Anas                    | 22                 |
|                                     | Raccordo autostradale 3  | Autopalio (Siena - Firenze)        | Anas                    | 56                 |
|                                     | Raccordo autostradale 4  | Tangenziale di Reggio Calabria     | Anas                    | 5,5                |
|                                     | Raccordo autostradale 5  | Sicignano degli Alburni - Potenza  | Anas                    | 51,5               |
|                                     | Raccordo autostradale 6  | Bettolle - Perugia                 | Anas                    | 58,5               |
|                                     | Raccordo autostradale 8  | Ferrara - Porto Garibaldi          | Anas                    | 49                 |
|                                     | Raccordo autostradale 9  | Raccordo di Benevento              | Anas                    | 12,7               |
|                                     | Raccordo autostradale 10 | Torino - Caselle                   | Anas                    | 10,6               |
|                                     | Raccordo autostradale 11 | Ascoli - Mare                      | Anas                    | 26,3               |
|                                     | Raccordo autostradale 12 | Asse attrezzato (Chieti - Pescara) | Anas                    | 14,8               |
|                                     | Raccordo autostradale 13 | Sistiana - Cattinara               | Anas                    | 21                 |
|                                     | Raccordo autostradale 14 | Opicina - Fernetti                 | Anas                    | 1,5                |
|                                     | Raccordo autostradale 15 | Tangenziale di Catania             | Anas                    | 24                 |

## Strade regionali a pedaggio
Esiste infine una strada a pedaggio in concessione dalla regione Veneto classificata con la sigla SPV, con caratteristiche in parte rispondenti ad una strada di categoria A (autostrada) ed in parte di categoria B (strada extraurbana principale), che viene definita superstrada (Superstrada Pedemontana Veneta).
| Simbolo | Nome                           | Percorso                                       | Gestore                                       | Estensione (in km) |
| ------- | ------------------------------ | ---------------------------------------------- | --------------------------------------------- | ------------------ |
|         | Superstrada Pedemontana Veneta | Montecchio Maggiore - A31 - Spresiano/Villorba | Superstrada pedemontana veneta S.p.A. (Sacyr) | 94,747             |

## Autostrade in costruzione
| Simbolo | Nome                            | Tratta interessata             | Regione   | Intervento    |
| ------- | ------------------------------- | ------------------------------ | --------- | ------------- |
|         | Autostrada A33                  | Alba Ovest - Cherasco          | Piemonte  | Completamento |
|         | Autostrada Pedemontana Lombarda | Lentate sul Seveso - Vimercate | Lombardia | Avanzamento   |

## Autostrade e trafori declassati
| Vecchia classificazione | Vecchia denominazione                      | Nuova classificazione | Nuova denominazione                                                                                      | Tratta                       |
| ----------------------- | ------------------------------------------ | --------------------- | --- | ---------------------------- |
| -                       | Autostrada Roma-Lido                       |                       | Strada statale 8 Via del Mare, successivamente strada provinciale 8 Via del Mare                         |                              |
|                         | Autostrada A8                              | -                     | Cavalcavia del Ghisallo (declassata a strada extraurbana principale)                                     | Milano V.le Certosa - A8     |
| -                       | Raccordo autostradale 16                   |                       | Raccordo autostradale 16 (declassato a strada extraurbana principale)                                    | Cimpello - Fiume Veneto      |
|                         | Traforo T3                                 |                       | Strada statale 225 della Val Fontanabuona, successivamente strada provinciale 225 della Val Fontanabuona | Bargagli - Ferriere          |
| -                       | Grande Viabilità Triestina                 |                       | Strada statale 202 Triestina (declassata a strada extraurbana principale)                                | Cattinara - Porto di Trieste |
|                         | Raccordo autostradale di Caltanissetta     |                       | Strada statale 640 Strada degli Scrittori                                                                | A19 - Xirbi                  |
|                         | A3 - Castellammare di Stabia               |                       | Strada statale 145 Sorrentina                                                                            | A3 - Castellamare di Stabia  |
| -                       | Raccordo autostradale Taranto - Grottaglie |                       | Strada statale 7                                                                                         | Taranto - Grottaglie         |

## Concessioni autostradali
La normativa in vigore, rappresentata dal decreto legislativo n. 50 del 2016, stabilisce che il rischio operativo venga trasferito dalle amministrazioni aggiudicatrici all'operatore economico privato. Tale rischio include anche il rischio di traffico, ossia la possibilità che la domanda per i servizi autostradali risulti inferiore alle previsioni di mercato, in misura tale da non garantire la copertura degli investimenti e dei costi di gestione dei lavori e dei servizi. Le pubbliche amministrazioni si assumono i rischi relativi all'offerta e alla domanda che possono manifestarsi al di fuori delle consuete condizioni operative, in relazione a eventi non previsti e non prevedibili. 
Sono esempi di quest'ultima fattispecie l'indisponibilità dell'infrastruttura per la mancata esecuzione della manutenzione programmata e a guasto da parte del concessionario, qualora essa sia stata privata delle necessarie autorizzazioni amministrative e, in particolare, delle varianti di costo a carico dello Stato italiano, le quali comunque avrebbero potuto essere anticipate dall'operatore economico privato, salvo poi esercitare diritto di rivalsa nei confronti della pubblica amministrazione. Un secondo esempio, dal lato della domanda, deriva dall'imprevedibilità della domanda a causa della pandemia da COVID-19 e dell'aleatorietà delle scelte restrittive della libertà di movimento dei cittadini compiute dalla pubblica amministrazione.
Unica eccezione a questo schema finanziario è rappresentata dallo strumento contrattuale del partenariato pubblico-privato. Esso, tuttavia, ordinariamente - ma non obbligatoriamente in via esclusiva - identifica con la pubblica amministrazione stessa, e non i cittadini, il principale fruitore-cliente del servizio erogato dall'infrastruttura del concessionario e l'utilizzatore dell'opera concessa. Purtuttavia, esso contempla la concessione in proprietà o in diritto di godimento di un'opera che sia:
- funzionale alla gestione di servizi pubblici;
- nella disponibilità dell'amministrazione aggiudicatrice o che, priva di altra funzione di pubblica interesse, sia stata all'uopo espropriata. La rete autostradale appartiene a questa casistica.